# Celastrina pambui
Celastrina pambui är en fjärilsart som beskrevs av John Nevill Eliot 1973. Celastrina pambui ingår i släktet Celastrina och familjen juvelvingar. Inga underarter finns listade i Catalogue of Life.